# Bettina Baltschev
Bettina Baltschev (* 1973 in Berlin) ist eine deutsche Autorin, Publizistin und Journalistin. Sie wurde mit dem Johann-Gottfried-Seume-Literaturpreis 2021 ausgezeichnet.

## Leben
Bettina Baltschev wuchs in Erfurt auf und ging 1990 für ein Jahr nach Amsterdam. Später studierte sie in Leipzig und Groningen Kulturwissenschaft, Journalistik und Philosophie und schloss ihr Studium mit einer Arbeit über den niederländischen Kulturhistoriker Johan Huizinga ab. Anschließend war sie unter anderem für das Internationale Literaturfestival Berlin und als Geschäftsführerin der Kurt-Wolff-Stiftung in Leipzig tätig.
Bettina Baltschev ist Autorin und Redakteurin für den Mitteldeutschen Rundfunk bei MDR Kultur sowie Literaturkritikerin für den ARD-Hörfunk, Deutschlandfunk und Deutschlandfunk Kultur. Zudem ist sie derzeit Geschäftsführerin des Sächsischen Literaturrats. Darüber hinaus moderiert sie deutschlandweit Lesungen und Podiumsdiskussionen und gehört zu den Präsentatorinnen von Kopje Koffie. Der niederländisch-flämische Bücherpodcast. Für den Gastlandauftritt der Niederlande und Flandern auf der Leipziger Buchmesse 2024 wurde sie zur Kuratorin berufen. Bettina Baltschev ist Mitglied im PEN Berlin.
Ihr Sachbuch Hölle und Paradies. Amsterdam, Querido und die deutsche Exilliteratur erzählt die Geschichte eines der wichtigsten deutschen Exilverlage, der vom niederländischen Verleger Emmanuel Querido und vom deutschen Verleger Fritz Landshoff gegründet wurde und in dem zwischen 1933 und 1940 über einhundert Titel deutscher Exilschriftsteller erschienen, darunter Klaus Mann, Joseph Roth und Irmgard Keun. Das Buch stand im September 2016 auf der Sachbuch-Bestenliste der Süddeutschen Zeitung. 
Die Jury der Internationalen Johann-Gottfried-Seume-Gesellschaft erkannte ihrem Buch Am Rande der Glückseligkeit. Über den Strand. den 10. Johann-Gottfried-Seume-Literaturpreis zu. In der Begründung heißt es unter anderem: „Vor dem Leser werden soziale und kulturelle Themen ausgebreitet, über die (unsere) Strandkultur wird reflektierend nachgedacht, denn ein Leben ohne unsere Inbesitznahme von Stränden ist nicht mehr vorstellbar. Dieser Blick auf die Strände ist aus Sicht der Jury überraschend, neu und gewinnt erstaunlich an Dimension, da die Autorin, ganz im Sinne Seumes, in ihren Betrachtungen, Ländergrenzen überschreitet.“ Im Frühjahr 2022 gehörte das Buch außerdem zu den acht Nominierten des Deutschen Sachbuchpreises. Hier schreibt die Jury unter anderem: „Ein Buch, das den Blick auf die Welt verändert. So, wie Bettina Baltschev über den Strand schreibt, hat man die Grenze zwischen Meer und Land noch nie wahrgenommen.“
Bettina Baltschev lebt in Leipzig und in Amsterdam.

## Werke
- Zo ver het oog reikt. Over het strand van Europa. Nieuw Amsterdam, Amsterdam 2023, ISBN 978-90-468-3130-4 (übersetzt von Mark Wildschut).
- Am Rande der Glückseligkeit. Über den Strand. Berenberg Verlag, Berlin 2021, ISBN 978-3-946334-85-9.
- Amsterdam – Lieblingsorte. Insel Verlag, Berlin 2019, ISBN 978-3-458-36365-1.
- Hel en paradijs – Amsterdam en de Duitse exilliteratuur. Em. Querido's Uitgeverij, Amsterdam 2017, ISBN 978-90-214-0506-3 (übersetzt von Mark Wildschut).
- Hölle und Paradies. Amsterdam, Querido und die deutsche Exilliteratur. Berenberg Verlag, Berlin 2016, ISBN 978-3-946334-08-8.[8]
- Erfurt! Der Kinderstadtführer. Seume Verlag, Saarbrücken 2013, ISBN 978-3-9814045-3-1.
- Last Exit Schkeuditz West. Vom wahren Leben im Regionalexpress. Herder Verlag, Freiburg 2010, ISBN 978-3-451-30367-8.
- Ein Jahr in Amsterdam. Reise in den Alltag. Herder Verlag, Freiburg 2008, ISBN 978-3-451-06002-1.

sowie
- Die rote Burg – Das Rundfunkgelände an der Nalepastraße. Peperoni Books, Berlin 2007, ISBN 978-3-9809677-3-0 (169 S., Bildband über das Funkhaus Nalepastraße in Berlin von Andreas Göx und Hannes Wanderer mit einem Text von Bettina Baltschev).

## Auszeichnung
- Johann-Gottfried-Seume-Literaturpreis 2021 für Am Rande der Glückseligkeit. Über den Strand[9]
- Nominierung Deutscher Sachbuchpreis 2022 für Am Rande der Glückseligkeit. Über den Strand[10]